# Selección de fútbol de Tanzania
La selección de fútbol de Tanzania (en suajili: Timu ya soka ya taifa ya Tanzania), también conocidos como los Taifa Stars, es el equipo representativo de Tanzania y está controlado por la Federación Tanzana de Fútbol.
La isla de Zanzíbar, parte de Tanzania (y antes de 1964 una nación independiente), es también un miembro asociado de la CAF y ha jugado partidos con otras naciones, pero no puede participar en la Copa Mundial o en la Copa de África. Ver Selección de fútbol de Zanzíbar.
Recientemente Tanzania ha gastado más dinero en el equipo con esperanzas de mejora. Tanzania ganó a Burkina Faso en la Copa de África y perdió 4-0 contra Senegal.

## Estadísticas

### Copa Mundial de Fútbol
| Copa Mundial de Fútbol | Copa Mundial de Fútbol  | Copa Mundial de Fútbol  | Copa Mundial de Fútbol  | Copa Mundial de Fútbol  | Copa Mundial de Fútbol  | Copa Mundial de Fútbol  | Copa Mundial de Fútbol  |
| Año                    | Ronda                   | J                       | G                       | E                       | P                       | GF                      | GC                      |
| ---------------------- | ----------------------- | ----------------------- | ----------------------- | ----------------------- | ----------------------- | ----------------------- | ----------------------- |
| 1930 - 1938            | No existía la selección | No existía la selección | No existía la selección | No existía la selección | No existía la selección | No existía la selección | No existía la selección |
| 1950 - 1970            | No participó            | No participó            | No participó            | No participó            | No participó            | No participó            | No participó            |
| 1974                   | No clasificó            | No clasificó            | No clasificó            | No clasificó            | No clasificó            | No clasificó            | No clasificó            |
| 1978                   | Se retiró               | Se retiró               | Se retiró               | Se retiró               | Se retiró               | Se retiró               | Se retiró               |
| 1982                   | No clasificó            | No clasificó            | No clasificó            | No clasificó            | No clasificó            | No clasificó            | No clasificó            |
| 1986                   | No clasificó            | No clasificó            | No clasificó            | No clasificó            | No clasificó            | No clasificó            | No clasificó            |
| 1990                   | No participó            | No participó            | No participó            | No participó            | No participó            | No participó            | No participó            |
| 1994                   | Se retiró               | Se retiró               | Se retiró               | Se retiró               | Se retiró               | Se retiró               | Se retiró               |
| 1998                   | No clasificó            | No clasificó            | No clasificó            | No clasificó            | No clasificó            | No clasificó            | No clasificó            |
| 2002                   | No clasificó            | No clasificó            | No clasificó            | No clasificó            | No clasificó            | No clasificó            | No clasificó            |
| 2006                   | No clasificó            | No clasificó            | No clasificó            | No clasificó            | No clasificó            | No clasificó            | No clasificó            |
| 2010                   | No clasificó            | No clasificó            | No clasificó            | No clasificó            | No clasificó            | No clasificó            | No clasificó            |
| 2014                   | No clasificó            | No clasificó            | No clasificó            | No clasificó            | No clasificó            | No clasificó            | No clasificó            |
| 2018                   | No clasificó            | No clasificó            | No clasificó            | No clasificó            | No clasificó            | No clasificó            | No clasificó            |
| 2022                   | No clasificó            | No clasificó            | No clasificó            | No clasificó            | No clasificó            | No clasificó            | No clasificó            |
| 2026                   | Por disputarse          | Por disputarse          | Por disputarse          | Por disputarse          | Por disputarse          | Por disputarse          | Por disputarse          |
| 2030                   | Por disputarse          | Por disputarse          | Por disputarse          | Por disputarse          | Por disputarse          | Por disputarse          | Por disputarse          |
| 2034                   | Por disputarse          | Por disputarse          | Por disputarse          | Por disputarse          | Por disputarse          | Por disputarse          | Por disputarse          |
| Total                  | 0/22                    | -                       | -                       | -                       | -                       | -                       | -                       |

### Copa Africana de Naciones
| Copa Africana de Naciones | Copa Africana de Naciones | Copa Africana de Naciones | Copa Africana de Naciones | Copa Africana de Naciones | Copa Africana de Naciones | Copa Africana de Naciones | Copa Africana de Naciones |
| Año                       | Ronda                     | J                         | G                         | E                         | P                         | GF                        | GC                        |
| ------------------------- | ------------------------- | ------------------------- | ------------------------- | ------------------------- | ------------------------- | ------------------------- | ------------------------- |
| 1957 - 1965               | No participó              | No participó              | No participó              | No participó              | No participó              | No participó              | No participó              |
| 1968                      | Se retiró                 | Se retiró                 | Se retiró                 | Se retiró                 | Se retiró                 | Se retiró                 | Se retiró                 |
| 1970                      | No clasificó              | No clasificó              | No clasificó              | No clasificó              | No clasificó              | No clasificó              | No clasificó              |
| 1972                      | No clasificó              | No clasificó              | No clasificó              | No clasificó              | No clasificó              | No clasificó              | No clasificó              |
| 1974                      | No clasificó              | No clasificó              | No clasificó              | No clasificó              | No clasificó              | No clasificó              | No clasificó              |
| 1976                      | No clasificó              | No clasificó              | No clasificó              | No clasificó              | No clasificó              | No clasificó              | No clasificó              |
| 1978                      | No clasificó              | No clasificó              | No clasificó              | No clasificó              | No clasificó              | No clasificó              | No clasificó              |
| 1980                      | Fase de grupos            | 3                         | 0                         | 1                         | 2                         | 3                         | 6                         |
| 1982                      | Se retiró                 | Se retiró                 | Se retiró                 | Se retiró                 | Se retiró                 | Se retiró                 | Se retiró                 |
| 1984                      | No clasificó              | No clasificó              | No clasificó              | No clasificó              | No clasificó              | No clasificó              | No clasificó              |
| 1986                      | Se retiró                 | Se retiró                 | Se retiró                 | Se retiró                 | Se retiró                 | Se retiró                 | Se retiró                 |
| 1988                      | No clasificó              | No clasificó              | No clasificó              | No clasificó              | No clasificó              | No clasificó              | No clasificó              |
| 1990                      | No clasificó              | No clasificó              | No clasificó              | No clasificó              | No clasificó              | No clasificó              | No clasificó              |
| 1992                      | No clasificó              | No clasificó              | No clasificó              | No clasificó              | No clasificó              | No clasificó              | No clasificó              |
| 1994                      | Se retiró                 | Se retiró                 | Se retiró                 | Se retiró                 | Se retiró                 | Se retiró                 | Se retiró                 |
| 1996                      | No clasificó              | No clasificó              | No clasificó              | No clasificó              | No clasificó              | No clasificó              | No clasificó              |
| 1998                      | No clasificó              | No clasificó              | No clasificó              | No clasificó              | No clasificó              | No clasificó              | No clasificó              |
| 2000                      | No clasificó              | No clasificó              | No clasificó              | No clasificó              | No clasificó              | No clasificó              | No clasificó              |
| 2002                      | No clasificó              | No clasificó              | No clasificó              | No clasificó              | No clasificó              | No clasificó              | No clasificó              |
| 2004                      | Se retiró                 | Se retiró                 | Se retiró                 | Se retiró                 | Se retiró                 | Se retiró                 | Se retiró                 |
| 2006                      | No clasificó              | No clasificó              | No clasificó              | No clasificó              | No clasificó              | No clasificó              | No clasificó              |
| 2008                      | No clasificó              | No clasificó              | No clasificó              | No clasificó              | No clasificó              | No clasificó              | No clasificó              |
| 2010                      | No clasificó              | No clasificó              | No clasificó              | No clasificó              | No clasificó              | No clasificó              | No clasificó              |
| 2012                      | No clasificó              | No clasificó              | No clasificó              | No clasificó              | No clasificó              | No clasificó              | No clasificó              |
| 2013                      | No clasificó              | No clasificó              | No clasificó              | No clasificó              | No clasificó              | No clasificó              | No clasificó              |
| 2015                      | No clasificó              | No clasificó              | No clasificó              | No clasificó              | No clasificó              | No clasificó              | No clasificó              |
| 2017                      | No clasificó              | No clasificó              | No clasificó              | No clasificó              | No clasificó              | No clasificó              | No clasificó              |
| 2019                      | Fase de grupos            | 3                         | 0                         | 0                         | 3                         | 2                         | 8                         |
| 2021                      | No clasificó              | No clasificó              | No clasificó              | No clasificó              | No clasificó              | No clasificó              | No clasificó              |
| 2023                      | Fase de grupos            | 3                         | 0                         | 2                         | 1                         | 1                         | 4                         |
| 2025                      | Clasificado               | Clasificado               | Clasificado               | Clasificado               | Clasificado               | Clasificado               | Clasificado               |
| 2027                      | Clasificado por anfitrión | Clasificado por anfitrión | Clasificado por anfitrión | Clasificado por anfitrión | Clasificado por anfitrión | Clasificado por anfitrión | Clasificado por anfitrión |
| Total                     | 5/36                      | 9                         | 0                         | 3                         | 6                         | 6                         | 18                        |

## Selección local

### Campeonato Africano de Naciones
| Campeonato Africano de Naciones | Campeonato Africano de Naciones | Campeonato Africano de Naciones | Campeonato Africano de Naciones | Campeonato Africano de Naciones | Campeonato Africano de Naciones | Campeonato Africano de Naciones | Campeonato Africano de Naciones |
| Año                             | Ronda                           | J                               | G                               | E                               | P                               | GF                              | GC                              |
| ------------------------------- | ------------------------------- | ------------------------------- | ------------------------------- | ------------------------------- | ------------------------------- | ------------------------------- | ------------------------------- |
| 2009                            | Fase de grupos                  | 3                               | 1                               | 1                               | 1                               | 2                               | 2                               |
| 2011                            | No clasificó                    | No clasificó                    | No clasificó                    | No clasificó                    | No clasificó                    | No clasificó                    | No clasificó                    |
| 2014                            | No clasificó                    | No clasificó                    | No clasificó                    | No clasificó                    | No clasificó                    | No clasificó                    | No clasificó                    |
| 2016                            | No clasificó                    | No clasificó                    | No clasificó                    | No clasificó                    | No clasificó                    | No clasificó                    | No clasificó                    |
| 2018                            | No clasificó                    | No clasificó                    | No clasificó                    | No clasificó                    | No clasificó                    | No clasificó                    | No clasificó                    |
| 2021                            | Fase de grupos                  | 3                               | 1                               | 1                               | 1                               | 3                               | 4                               |
| 2023                            | No clasificó                    | No clasificó                    | No clasificó                    | No clasificó                    | No clasificó                    | No clasificó                    | No clasificó                    |
| 2025                            | Clasificado por anfitrión       | Clasificado por anfitrión       | Clasificado por anfitrión       | Clasificado por anfitrión       | Clasificado por anfitrión       | Clasificado por anfitrión       | Clasificado por anfitrión       |
| Total                           | 3/8                             | 6                               | 2                               | 2                               | 2                               | 5                               | 6                               |

### Copa COSAFA
| Copa COSAFA | Copa COSAFA    | Copa COSAFA  | Copa COSAFA  | Copa COSAFA  | Copa COSAFA  | Copa COSAFA  | Copa COSAFA  |              |
| Año         | Ronda          | J            | G            | E            | P            | GF           | GC           |              |
| ----------- | -------------- | ------------ | ------------ | ------------ | ------------ | ------------ | ------------ | ------------ |
| 1997        | Cuarto Lugar   | 4            | 0            | 3            | 1            | 4            | 7            |              |
| 1998 a 2013 | No participó   | No participó | No participó | No participó | No participó | No participó | No participó | No participó |
| 2015        | Fase de grupos | 3            | 0            | 0            | 3            | 0            | 4            |              |
| 2016        | No participó   | No participó | No participó | No participó | No participó | No participó | No participó | No participó |
| 2017        | Tercer Lugar   | 6            | 2            | 3            | 1            | 6            | 5            |              |
| 2018 a 2024 | No participó   | No participó | No participó | No participó | No participó | No participó | No participó | No participó |
| 2025        | Fase de grupos | 2            | 1            | 0            | 1            | 2            | 2            |              |
| Total       | 4/24           | 15           | 3            | 6            | 6            | 12           | 18           |              |

## Uniforme
| 2024 Titular | 2024 Suplente | 2024 Tercero |

## Últimos partidos y próximos encuentros
Actualizado al último partido jugado el 16 de agosto de 2025
| Fecha      | Ciudad       | Local       | Resultado | Visitante           | Competencia                     |
| ---------- | ------------ | ----------- | --------- | ------------------- | ------------------------------- |
| 03-01-2025 | Pemba        | Zanzíbar    | 1:0       | Tanzania            | Partido amistoso                |
| 07-01-2025 | Pemba        | Tanzania    | 0:2       | Kenia               | Partido amistoso                |
| 09-01-2025 | Pemba        | Tanzania    | 0:2       | Burkina Faso        | Partido amistoso                |
| 25-03-2025 | Uchda        | Marruecos   | 2:0       | Tanzania            | Clasificación Copa Mundial 2026 |
| 06-06-2025 | Polokwane    | Sudáfrica   | 0:0       | Tanzania            | Partido amistoso                |
| 07-06-2025 | Bloemfontein | Madagascar  | 1:0       | Tanzania            | Copa COSAFA 2025                |
| 11-06-2025 | Bloemfontein | Suazilandia | 1:2       | Tanzania            | Copa COSAFA 2025                |
| 22-07-2025 | Karatu       | Tanzania    | 1:0       | Uganda              | Partido amistoso                |
| 27-07-2025 | Karatu       | Tanzania    | 2:1       | Senegal             | Partido amistoso                |
| 02-08-2025 | Dar es-Salam | Tanzania    | 2:0       | Burkina Faso        | Campeonato Africano 2025        |
| 06-08-2025 | Dar es-Salam | Tanzania    | 1:0       | Mauritania          | Campeonato Africano 2025        |
| 09-08-2025 | Dar es-Salam | Tanzania    | 2:1       | Madagascar          | Campeonato Africano 2025        |
| 16-08-2025 | Dar es-Salam | Tanzania    | 0:0       | Rep. Centroafricana | Campeonato Africano 2025        |
| 22-08-2025 | Dar es-Salam | Tanzania    | -:-       | Marruecos           | Campeonato Africano 2025        |
| 05-09-2025 | TBD          | Congo       | -:-       | Tanzania            | Clasificación Copa Mundial 2026 |
| 09-09-2025 | Dar es-Salam | Tanzania    | -:-       | Níger               | Clasificación Copa Mundial 2026 |
| 10-10-2025 | Dar es-Salam | Tanzania    | -:-       | Zambia              | Clasificación Copa Mundial 2026 |
| 23-12-2025 | Fez          | Nigeria     | -:-       | Tanzania            | Copa Africana de Naciones 2025  |
| 27-12-2025 | Rabat        | Tanzania    | -:-       | Uganda              | Copa Africana de Naciones 2025  |
| 30-12-2025 | Rabat        | Tanzania    | -:-       | Túnez               | Copa Africana de Naciones 2025  |

## Palmarés
- Copa Gossage (5): 1949, 1950, 1951, 1964 y 1965.
- Copa CECAFA (4): 1974, 1984, 2010 y 2021.

## Jugadores

### Última convocatoria
| No. | Pos. | Jugador               | Fecha de nacimiento (edad)         | Apa. | Goles | Club                 |
| --- | ---- | --------------------- | ---------------------------------- | ---- | ----- | -------------------- |
|     | POR  | Aishi Manula          | 13 de septiembre de 1995 (29 años) | 49   | 0     | Simba                |
|     | POR  | Metacha Mnata         | 25 de noviembre de 1998 (26 años)  | 6    | 0     | Young Africans       |
|     | POR  | Ramadhan Kabwili      | 20 de octubre de 1997 (27 años)    | 0    | 0     | Young Africans       |
|     |      |                       |                                    |      |       |                      |
|     | DEF  | Erasto Nyoni          | 7 de mayo de 1988 (37 años)        | 107  | 7     | Simba                |
|     | DEF  | Shomari Kapombe       | 28 de enero de 1992 (33 años)      | 81   | 1     | Simba                |
|     | DEF  | Mohamed Husseini      | 1 de noviembre de 1996 (28 años)   | 30   | 0     | Simba                |
|     | DEF  | Bakari Nondo          | 5 de octubre de 1995 (29 años)     | 22   | 0     | Young Africans       |
|     | DEF  | Nickson Kibabage      | 12 de octubre de 2000 (24 años)    | 10   | 0     | Youssoufia Berrechid |
|     | DEF  | Kennedy Juma          | 27 de septiembre de 1994 (30 años) | 9    | 0     | Simba                |
|     | DEF  | Haji Mnoga            | 16 de abril de 2002 (23 años)      | 3    | 0     | Portsmouth           |
|     | DEF  | Dickson Job           | 29 de diciembre de 2000 (24 años)  | 7    | 0     | Young Africans       |
|     | DEF  | Edward Manyama        | 2 de abril de 1994 (31 años)       | 5    | 1     | Namungo              |
|     | DEF  | Kibwana Shomari       | 21 de noviembre de 2000 (24 años)  | 3    | 0     | Tusker               |
|     |      |                       |                                    |      |       |                      |
|     | MED  | Mzamiru Yassin        | 3 de enero de 1996 (29 años)       | 34   | 0     | Simba                |
|     | MED  | Feisal Salum          | 11 de enero de 1998 (27 años)      | 22   | 2     | Young Africans       |
|     | MED  | Himid Mao             | 15 de noviembre de 1992 (32 años)  | 61   | 2     | Ghazl El Mahalla     |
|     | MED  | Salum Abubakar        | 21 de febrero de 1989 (36 años)    | 50   | 1     | Young Africans       |
|     | MED  | Novatus Dismas        | 2 de septiembre de 2002 (22 años)  | 10   | 1     | Zulte Waregem        |
|     | MED  | Ben Starkie           | 23 de marzo de 2002 (23 años)      | 2    | 0     | Spalding United      |
|     | MED  | Kelvin John           | 10 de junio de 2003 (22 años)      | 5    | 0     | Genk                 |
|     | MED  | Zawadi Mauya          | 26 de noviembre de 1994 (30 años)  | 1    | 0     | Young Africans       |
|     |      |                       |                                    |      |       |                      |
|     | DEL  | Raphael Bocco         | 5 de agosto de 1989 (36 años)      | 82   | 17    | Simba                |
|     | DEL  | Saimon Msuva          | 2 de octubre de 1993 (31 años)     | 73   | 17    | Wydad AC             |
|     | DEL  | Mbwana Samatta        | 23 de diciembre de 1992 (32 años)  | 64   | 21    | Antwerp              |
|     | DEL  | Iddy Nado             | 3 de noviembre de 1995 (29 años)   | 12   | 0     | Azam                 |
|     | DEL  | Denis Kibu            | 4 de diciembre de 1998 (26 años)   | 5    | 0     | Mbeya City           |
|     | DEL  | Reliants Lusajo       | 7 de marzo de 1990 (35 años)       | 5    | 0     | Namungo FC           |
|     | DEL  | Abdul Hamisi Suleiman | 26 de febrero de 2001 (24 años)    | 5    | 0     | Coastal Union        |

## Entrenadores
- Bert Trautmann (1975)[1]
- Geoff Hudson (1977-1979)
- Sławomir Wolk (1980)[2]
- Mahammed Msomali (1980-1981)
- Rudi Gutendorf (1981)
- Joel Bendera (1981-1986)
- Paul West (1986-1989)
- Charles Boniface Mkwasa (1989-1992)
- Sunday Kayuni (1993-1995)
- Clovis de Oliveira (1995-1996)
- Badru Hafidh (1996-1998)
- Sylersaid Mziray (1998-99)
- Mansour Magram (1999-00)
- Burkhard Pape (2000–2002)[3]
- James Siang'a (2002)
- Mshindo Msolla (2002–2003)
- Badru Hafidh (2003–2006)
- Júlio César Leal (2006)
- Márcio Máximo (2006–10)
- Jan Poulsen (2010–12)
- Kim Poulsen (2012–14)
- Salum Madadi  (2014)
- Mart Nooij (2014–2015)
- Charles Boniface Mkwasa (2015-2017)
- Salum Mayanga (2017-2018)
- Emmanuel Amuneke (2018-2019)[4][5]
- Etienne Ndayiragije  (2019-2021)[6]
- Kim Poulsen (2021-2022)
- Honour Janza (2022)
- Dean Alty (2022)
- Kim Poulsen (2022-2023)
- Adel Amrouche (2023-2024)
- Hemed Morocco (2024-)